# Jack Chanda
Jack Mwinuna Chanda (ur. 15 czerwca 1958 w Luanshyi – zm. 20 kwietnia 1993 w Kabwe) – zambijski piłkarz grający na pozycji ofensywnego pomocnika lub napastnika.

## Kariera klubowa
Swoją karierę piłkarską Chanda rozpoczął w klubie Buseko FC. Zadebiutował w nim w 1975 roku i grał w nim do 1977 roku. W 1978 roku został zawodnikiem Roan United. W 1982 roku przeszedł do Nkana FC, z którym wywalczył mistrzostwo Zambii. W latach 1983–1988 grał w Kabwe Warriors, w którym zakończył karierę. Wraz z Kabwe Warriors został mistrzem Zambii w sezonie 1987 oraz zdobył dwa Puchary Zambii w sezonach 1984 i 1987.

## Kariera reprezentacyjna
W reprezentacji Zambii Chanda zadebiutował w 1981 roku. W 1982 roku zajął z Zambią 3. miejsce w Pucharze Narodów Afryki 1982. W 1986 roku powołano go na Puchar Narodów Afryki 1986. Rozegrał na nim trzy mecze grupowe: z Kamerunem (2:3), z Algierią (0:0) i z Marokiem (0:1). W kadrze narodowej grał do 1986 roku.